# Schloss Werdenberg
Schloss Werdenberg liegt in Werdenberg, einer Ortschaft mit historischem Stadtrecht im Kanton St. Gallen in der Ostschweiz.

## Geschichte

Historisches Luftbild aus 200 m von Walter Mittelholzer von 1922

### Mittelalter
Der Bau des Bergfrieds begann vor/um 1228 unter Graf Rudolf von Montfort. Sein leicht trapezförmiger Grundriss misst auf der Aussenseite rund 11 Meter und ist gleichbleibend rund 2 Meter dick. Im Jahr 1232 wurden der Palas und die Ringmauer gebaut. Aus dieser Zeit stammt der Rittersaal, der bis heute beinahe unverändert blieb. Die Treppenhalle entstand erst beim Ausbau der Burg zum Schloss.
Um 1230/40 teilten die Brüder Rudolf I. und Hugo II von Montfort das Erbe. Rudolf erhielt das vornehmlich linksrheinische Gebiet; unter ihm wurde wahrscheinlich die Burg Werdenberg gebaut. Seine Nachfahren nannten sich nach der Burg «von Werdenberg». Das Schloss war Sitz der Grafen von Werdenberg aus der Seitenlinie der Heiligenberg, bis Rudolf II. (gest. 1419/21) und Hugo V. von Werdenberg ohne Nachkommen starben. Danach wechselte das Schloss häufig seinen Besitzer.

### Frühe Neuzeit
1483 kam es samt Grafschaft in den Besitz des Grafen Johann Peter von Sax-Misox, welcher Herrschaft samt Schloss zwei Jahre später dem eidgenössischen Stand Luzern verkaufte. Luzern veräusserte die abgelegene Herrschaft 1493 an die Südtiroler Freiherren Georg und Mathis von Castelwart. 1498 verkaufte Mathis von Castelwart die Herrschaft wiederum an die Freiherren von Hewen. 1517 veräusserten Wolfgang und Georg von Hewen die Herrschaft samt Schloss an den eidgenössischen Stand Glarus, wodurch auf dem Schloss fortan die Glarner Landvögte residierten, die sich alle drei Jahre ablösten.
Im Jahre 1695 fiel das Schloss anlässlich einer Feierlichkeit zum Beginn der Amtszeit des neuen Landvogts Johannes Zweifel einem Brand zum Opfer. Vermutet wird, dass der Brand in der Schlossküche ausgebrochen war und dann schnell auf den hölzernen Innenausbau des Bergfrieds übergriff. Beim Brand wurden das 1. und 2. Obergeschoss vom Palas und der Dachstuhl zerstört. Schon im Winter desselben Jahres wurden im Bergfried neue Deckenbalken eingezogen.
Nach dem Zusammenbruch der alten Eidgenossenschaft 1798 wurde die Herrschaft Werdenberg vorübergehend frei und später dem gleichnamigen Distrikt des helvetischen Kantons Linth zugeteilt. Nach der Auflösung des Kantons Linths und der Neugründung des Kantons St. Gallen wurden Schloss und Städtchen 1803 der Gemeinde Grabs zugeteilt, wobei das Schloss weiterhin in Glarner Besitz verblieb.

### Heutige Nutzung
1835 wurde das verwahrloste Schloss von Johann Ulrich Hilty gekauft, dem Vater des Rechtsgelehrten Carl Hilty (1833 bis 1909). Er liess die Räumlichkeiten nach und nach in Stand setzen, teilweise umbauen und herrschaftlich ausstatten. Die letzte Bewohnerin von Schloss Werdenberg war Frieda Hilty. Sie bewohnte das Schloss in den warmen Monaten zusammen mit ihrer Gesellschafterin Fräulein Hiller sowie zwei Angestellten. 1956 schenkte sie das Gebäude samt Ausstattung dem Kanton St. Gallen, wodurch es öffentlich zugänglich wurde.
1960 wurde die Stiftung Pro Werdenberg gegründet, welche die Restaurierung des Städtchens einleitet. Das Schloss ist als Museum zugänglich und zeigt die Privatwohnung der Familie Hilty. 1977 wurde eine Aussenrenovation des Schlosses durchgeführt.
Im Jahr 1985 wurde im Schlosshof als erste Oper der Wildschütz von Albert Lortzing aufgeführt. Seither wurden immer wieder kulturelle Anlässe, wie die Werdenberger Schloss-Festspiele im Schloss durchgeführt. 2009 startete auf Schloss Werdenberg die erste Saison mit einem Kulturprogramm und Installationen von Pipilotti Rist und Niki Schawalder. Träger der Kulturprojekte ist der Verein Schloss Werdenberg. Seit dem Jahr 2012 findet die Schlossmediale, das internationale Festival für Alte Musik, Neue Musik und audiovisuelle Kunst jährlich statt.
2015 wurde nach einjähriger Schliessung die neue Ausstellung auf dem Schloss eröffnet und ergänzt das 1998 eröffnete Regionalmuseum Schlangenhaus. Ein Bistro im Schlosshof und das Infozentrum ergänzen das Angebot.

## Museen Werdenberg (Museum Schloss und Museum Schlangenhaus)
Die bisherigen Museen im Schlangenhaus und im Schloss wurden 2014 bzw. 2015 neu eröffnet. Die Dauerausstellungen zeigen die Geschichte der Regenten auf dem Schloss und der einfachen Menschen im Städtli. Es finden regelmässig Sonderausstellungen statt. Die Museen sind normalerweise von Anfang April bis Ende Oktober geöffnet.

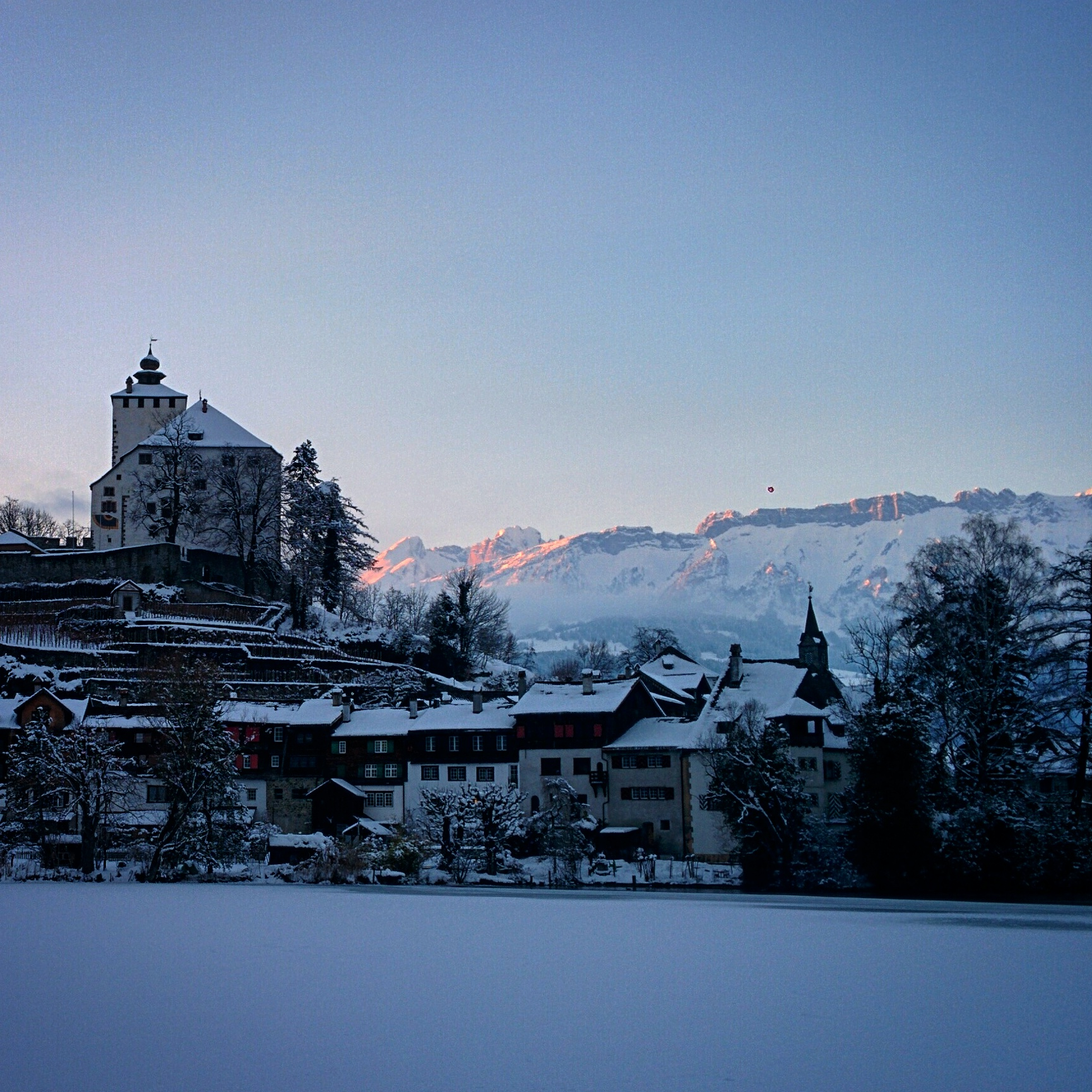
Das Schloss und der Werdenbergersee im Winter
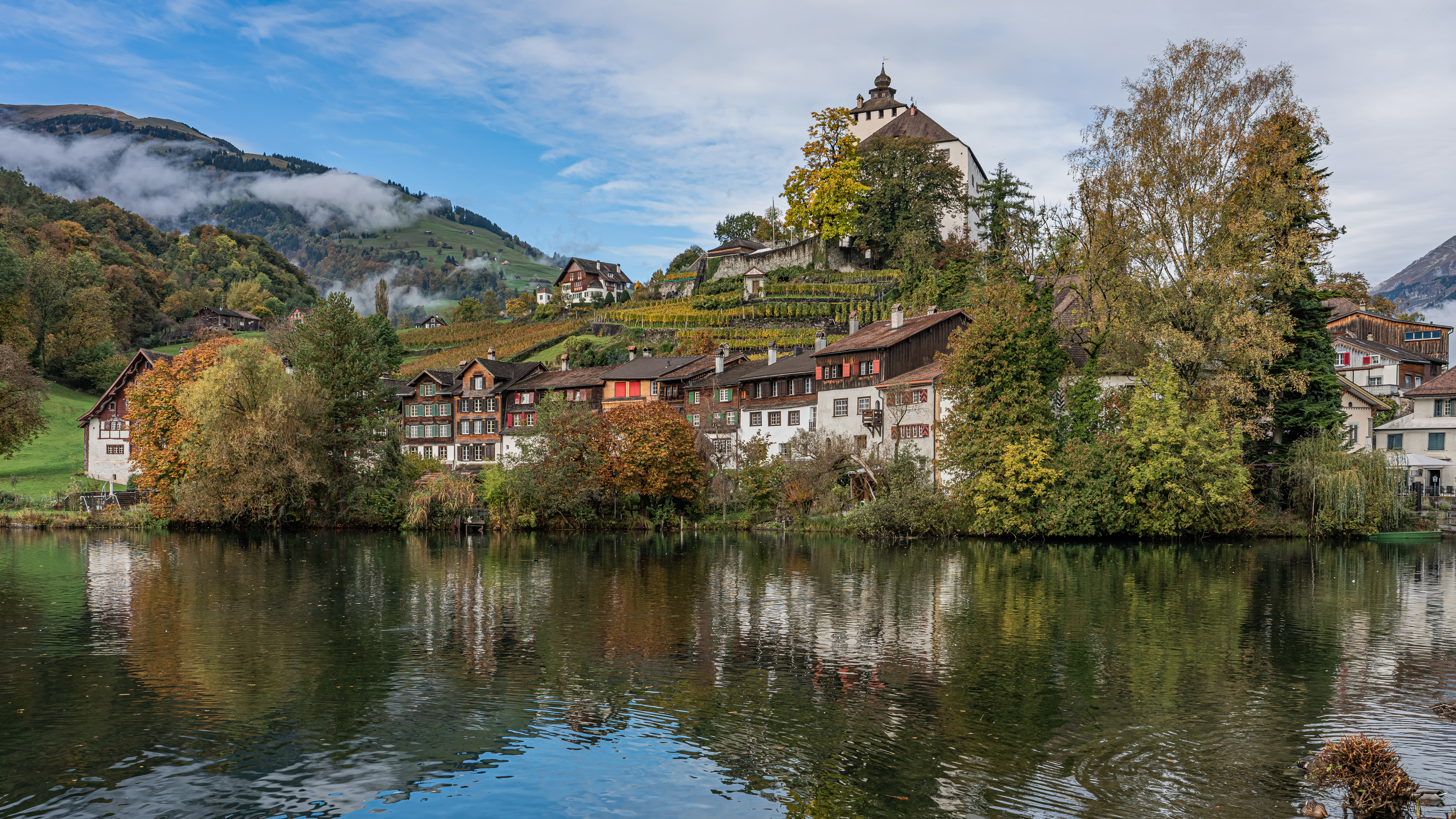
Das Schloss und der Werdenbergersee im Herbst
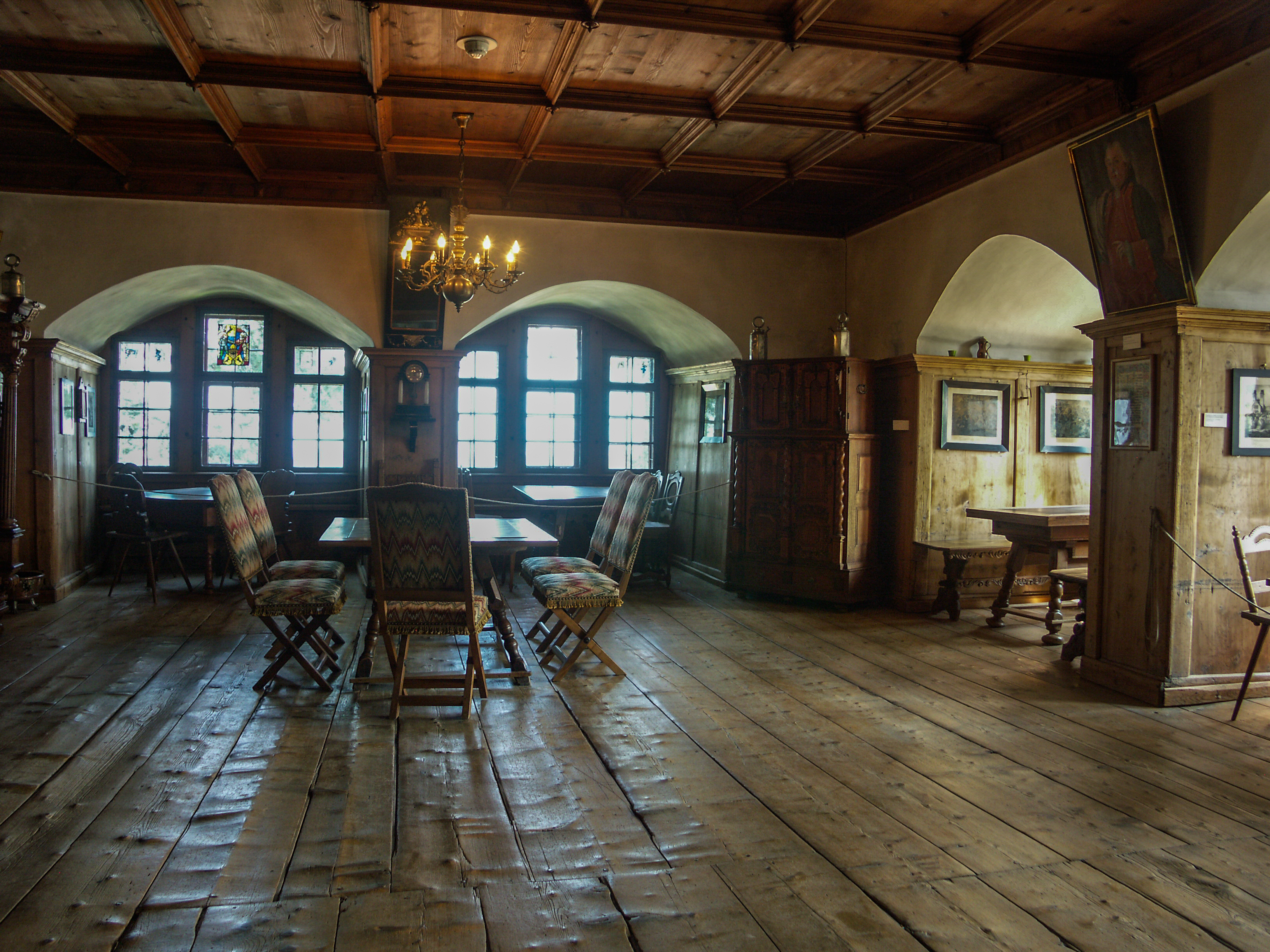
Ritterstube
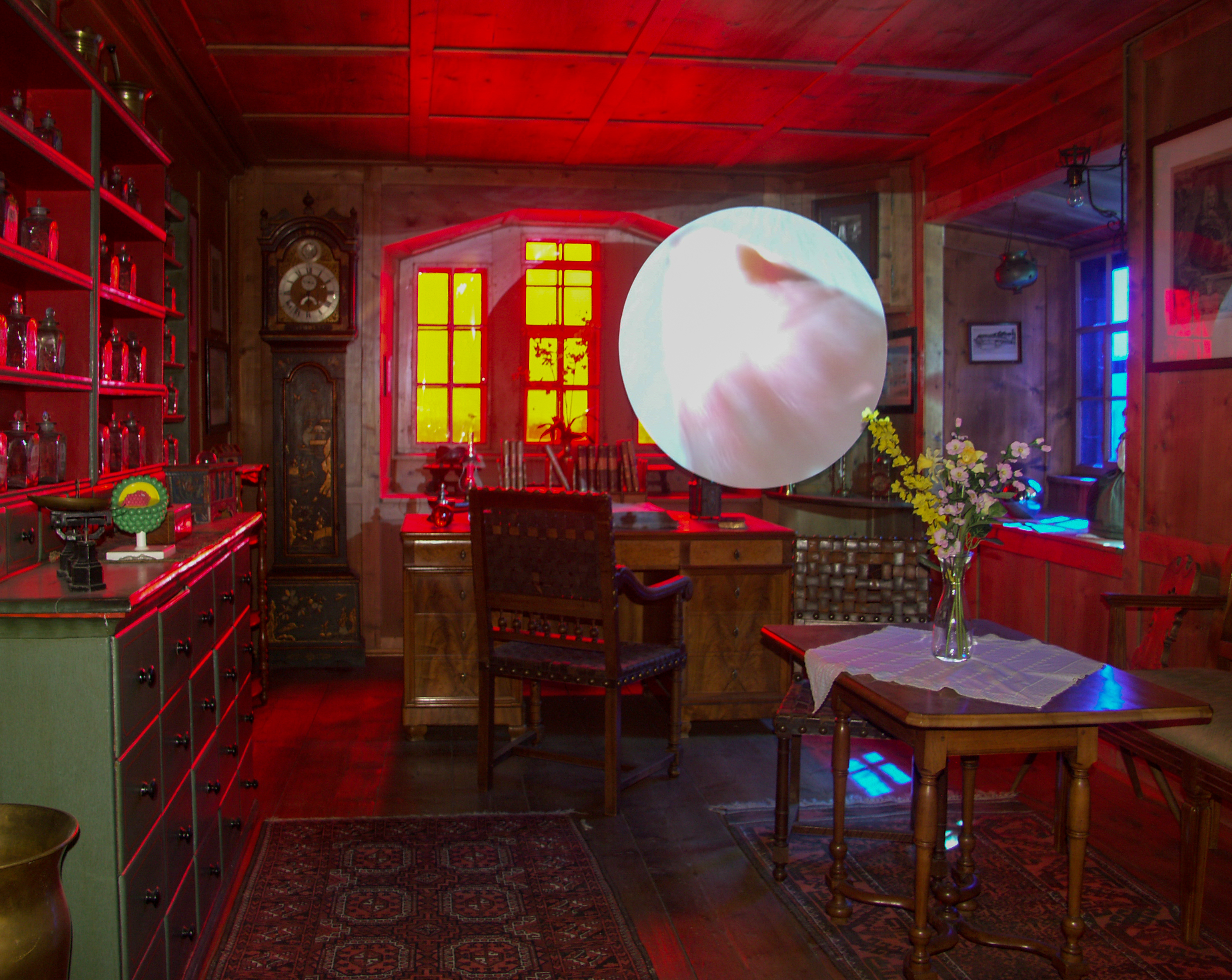
Apotheke
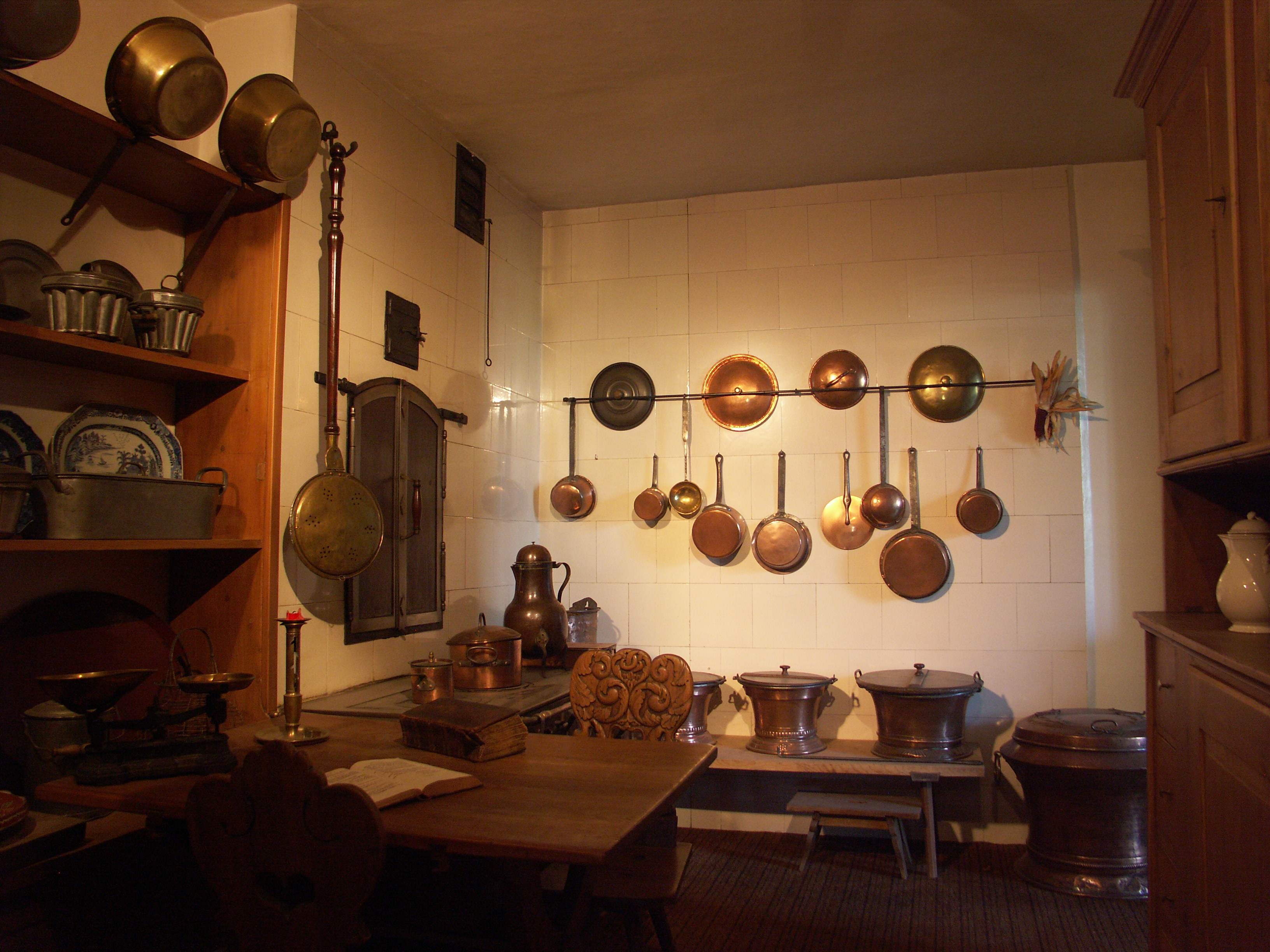
Schlossküche
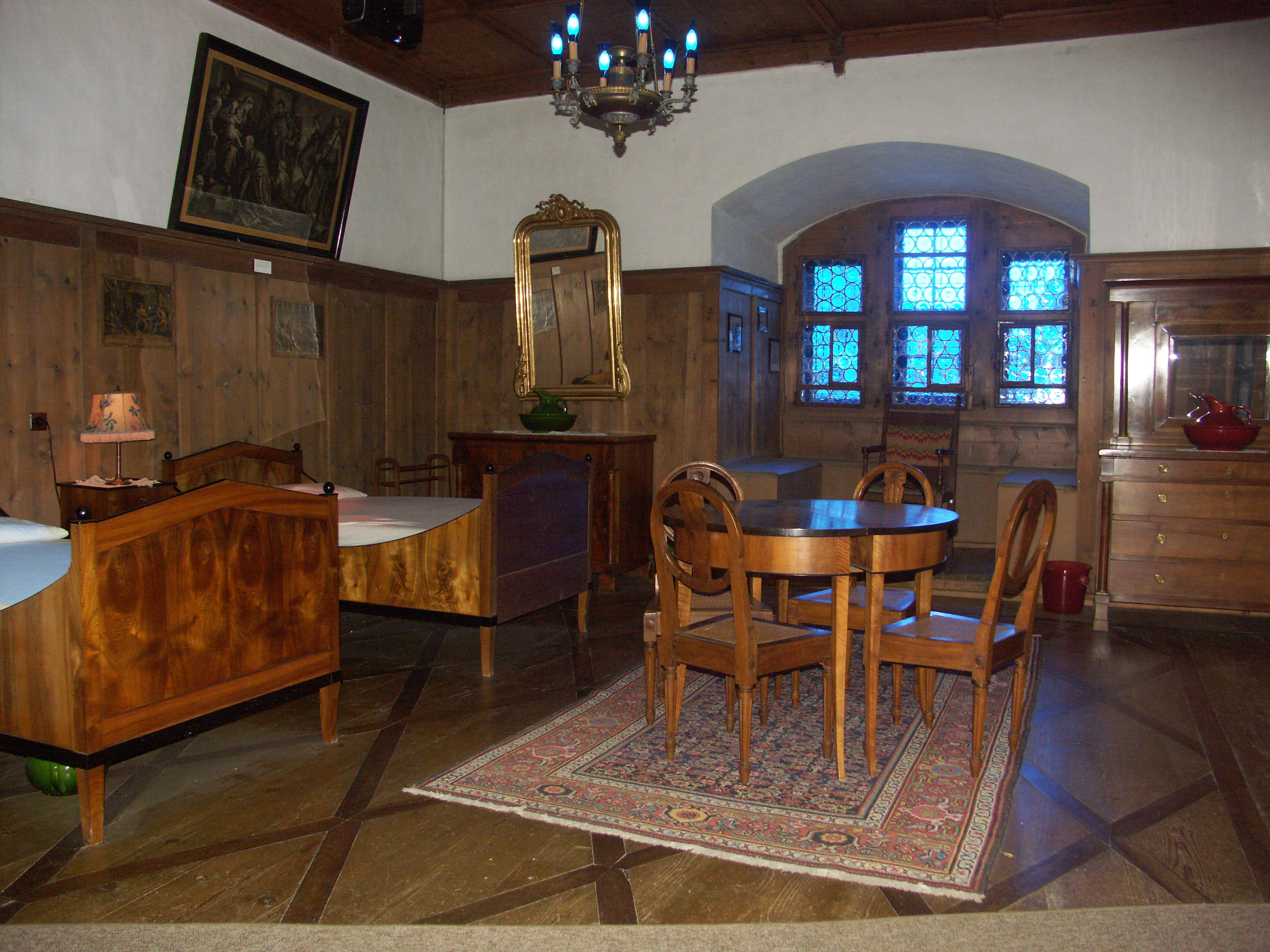
Kleines Doppelschlafzimmer
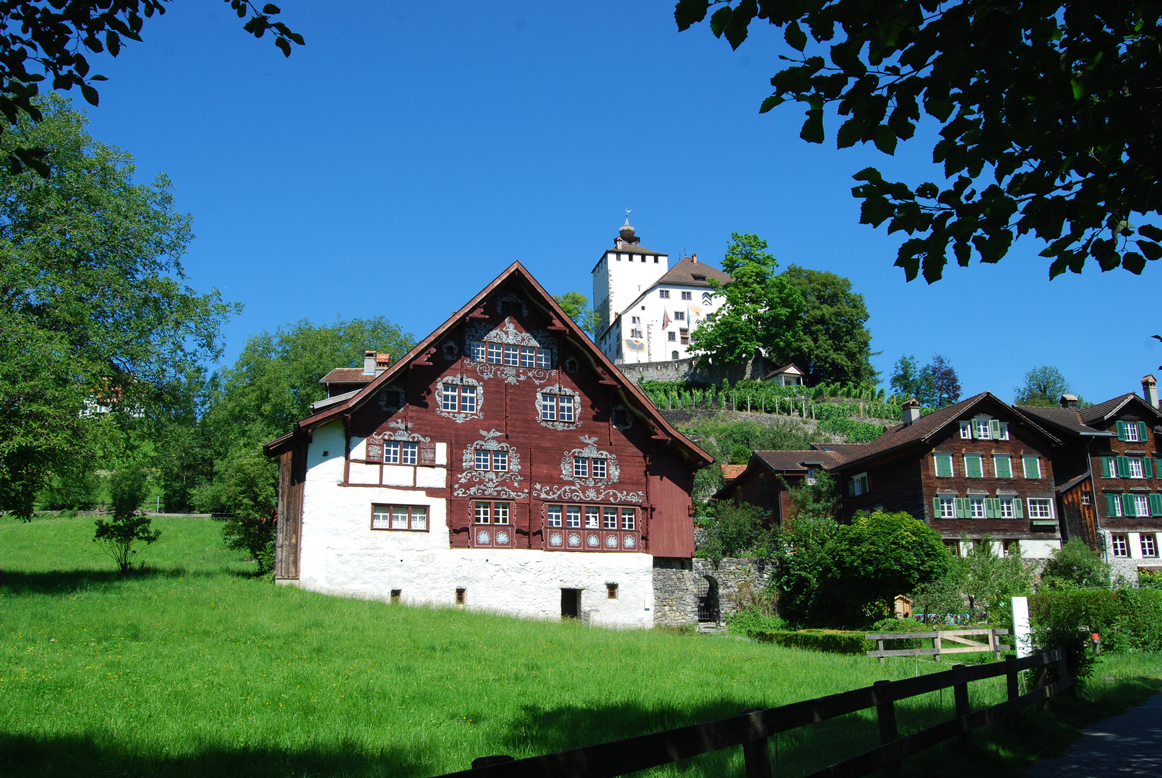
Schlangenhaus im Städtchen Werdenberg unterhalb des Schlosses
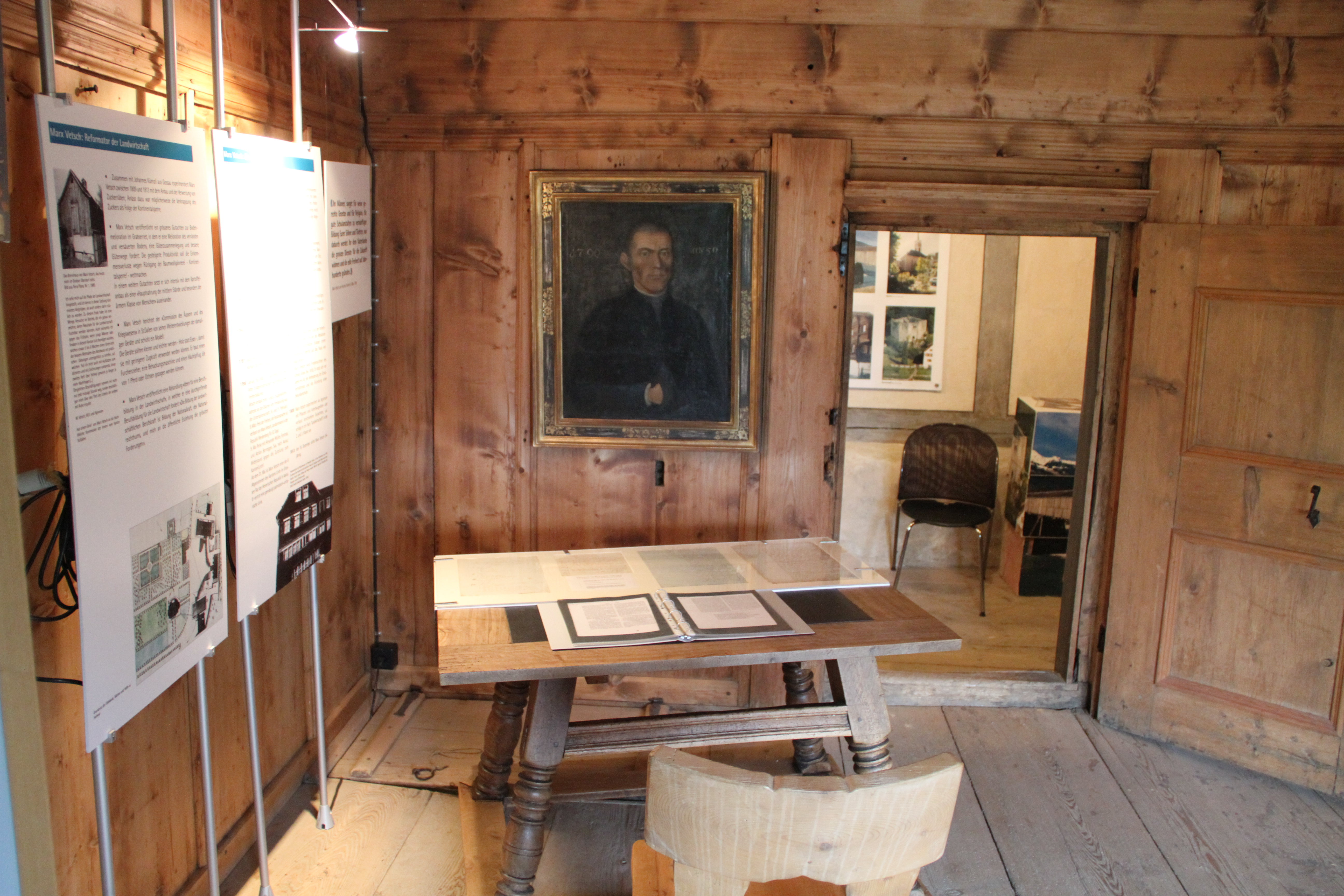
Regionalmuseum im Schlangenhaus

## Schlossmediale
Die Schlossmediale Werdenberg ist ein internationales Festival für Alte Musik, Neue Musik und audiovisuelle Kunst. Unter der künstlerischen Leitung von Mirella Weingarten findet die Schlossmediale seit 2012 jedes Jahr zehn Tage um Pfingsten statt.